# アダパ
アダパ (Adapa) はメソポタミア時代初期の7人の賢人アプカルル（英語: Apkallu）の筆頭であり、不死になれる神々からの贈り物を、そうと知らずに受け取りを拒否した神話上の人物である。
この説話はカッシート人の時代（紀元前14世紀頃）のものであり、アマルナやアッシュールの紀元前の最後にあたる時期の粘土板の断片から得られたものである。
メソポタミア神話では大洪水時代以前（旧約聖書では失楽園からノアの方舟にあたる時代）、人間に工芸や文明をもたらすため、エリドゥの高位神エアによって7人の賢人アプカルルが送り出されたとされる。
アプカルルはその筆頭であった「アダパ」という名前でも知られ、ベロッソスの著述では「オアンネス」という名も用いられている）はエリドゥのアプスーの神殿の聖職者であり、信仰儀礼の正しい在り方を説いたとされる。
アダパをはじめとする賢人アプカルルはメソポタミア時代の文献では『神聖なるプラードゥ魚』（恐らくコイの事）として記載されており、賢人の骨はその時代の初期に設けられた神殿と、神殿を中心とした信仰に結びついた見方がされ、またその影響は中近東のモスクや修道院における日課にも表れていると考えられている。
アダパは絵では漁師として描かれるが、その際には半魚人のような姿である事もある。

## 神話上の役割
アダパはエリドゥ（文献によってはディルムンとされる事もある）の賢神エア（シュメール人の神話ではエンキ）の血統ではあるが、死すべき運命にある通常の人間であった。彼は人間に工芸や文明をもたらすためにエアに遣わされたのだった。
彼は漁の最中に船を転覆させた風の神ニンリルの翼を折った事を咎められ、アヌに天界に呼び出された。
彼の守護神であるエアは、この件に関しては素直に謝罪する事、だが天界で出されるものは死をもたらす飲食物なので口にしないようアダパに警告した。
アダパの謝罪を受け入れたアヌはアダパの姿勢に応え、永遠の生命の食物を彼に勧めた。だがアダパはエアのアドバイスに従い、それを口にしなかった。こうして彼は不死を得る機会を逃してしまった。
これに似た多くの神話が知られており、例えば失楽園において知恵の樹の実を口にしてしまったが為にエデンを追放され、死すべき運命となってしまったアダムとエバの物語もその1つである。
失楽園には存在しないが、多くの似た神話では天界や冥界では何も口にしない様に警告されるという内容を持っている。例えばペルセポネーがハーデースの下を訪れる際の物語などもそうである。
イギリスの古代オリエント学の研究者であるステファニー・ダレイ（英語: Stephanie Dalley）は著書の中でこう記している。『エッラ（Erra、ネルガルの事）とイシュム(Ishum)の時代の後、7人の賢人は神の怒りを買い、皆アプスーの元に去ってしまった。アダパが去って物語は終わった』
アダパは大洪水以前の神話上の最初のエリドゥの王であるアルリムの側近とされる事が多い。
彼は司祭や悪魔祓い師のような役割であったとされる事が多く、その死後にアプカルの1人として認知されるようになった。

## オアンネス
オアンネス(Oannes:Ὡάννης)は紀元前3世紀の著述家ベロッソスの筆によれば、人類に知恵をもたらした者であるとされる。
ベロッソスによると、オアンネスは上半身は魚、下半身は人であったという。彼はエリュトゥラー海に住んでおり、昼間は陸に上がって来て読み書き、工芸、科学等の知識を人に教え、夜になると海に帰ったという。
かつてオアンネスはセム族の信仰対象のダゴンと同一であると考えられていたが、現代の研究者はそれを否定している。同一であるという考えはラシやダンテの神曲によって広められたという。
かつての通説では、「オアンネス」という名前は、エア神に由来すると考えられていたが、その後、シュメール語の「オアン（Oan）」やアッカド語の「ウアンナ（Uanna）」に由来する事が、アッシュールバニパルの図書館の文書によって明らかになった。
アッシリア時代の文献ではアッカド語で職人を意味する語である"ummanu"をオアンネスと結び付けようとしているが、これは語呂合わせによるこじつけに過ぎない可能性が高い。

## 補足
- アプカルル (Abgal（シュメール語）またはApkallu（アッカド語）)という語は、「偉大な水の人」（Ab＝水、Gal＝偉大な、Lu＝人）に由来し、紀元1世紀頃のナバテア王国ではApkallumという語として聖職者を表す言葉として使われていた。